# Casa de William A. Clark
La Casa de William A. Clark, apodada "La locura de Clark", fue una mansión ubicada en 962 Quinta Avenida en la esquina noreste de su intersección con calle Este 77 en el Upper East Side de Manhattan, Nueva York (Estados Unidos). Fue demolida en 1927 y reemplazada por un edificio de apartamentos de lujo (960 Fifth Avenue).

## Historia

### Construcción
William A. Clark, un rico empresario y político de Montana, encargó a la firma Lord, Hewlett & Hull de la ciudad de Nueva York que construyera la mansión en 1897. Se completó en 1911, después de numerosas disputas legales, a un costo de 7 millones de dólares  (192 075 000 dólares de la actualidad). La mansión tenía 121 habitaciones, 31 baños, cuatro galerías de arte, una piscina, un garaje oculto y una línea de tren subterránea privada para traer carbón para la calefacción.
Se informó que Clark compró una cantera en Nuevo Hampshire, a un costo de 50 000 dólares (1 372 000  dólares de la actualidad), y construyó un ferrocarril para transportar la piedra para el edificio. También compró una fundición de bronce que empleaba a 200 hombres para fabricar los accesorios de este metal. Además, importó mármol de Italia, roble del bosque de Sherwood en Inglaterra y partes de antiguos castillos franceses para el interior.
La construcción de la mansión se describe en la biografía más vendida de la hija de Clark, Huguette, y su familia, Empty Mansions: The Mysterious Life of Huguette Clark and the Spending of a Great American Fortune de Bill Dedman y Paul Clark Newell, Jr.

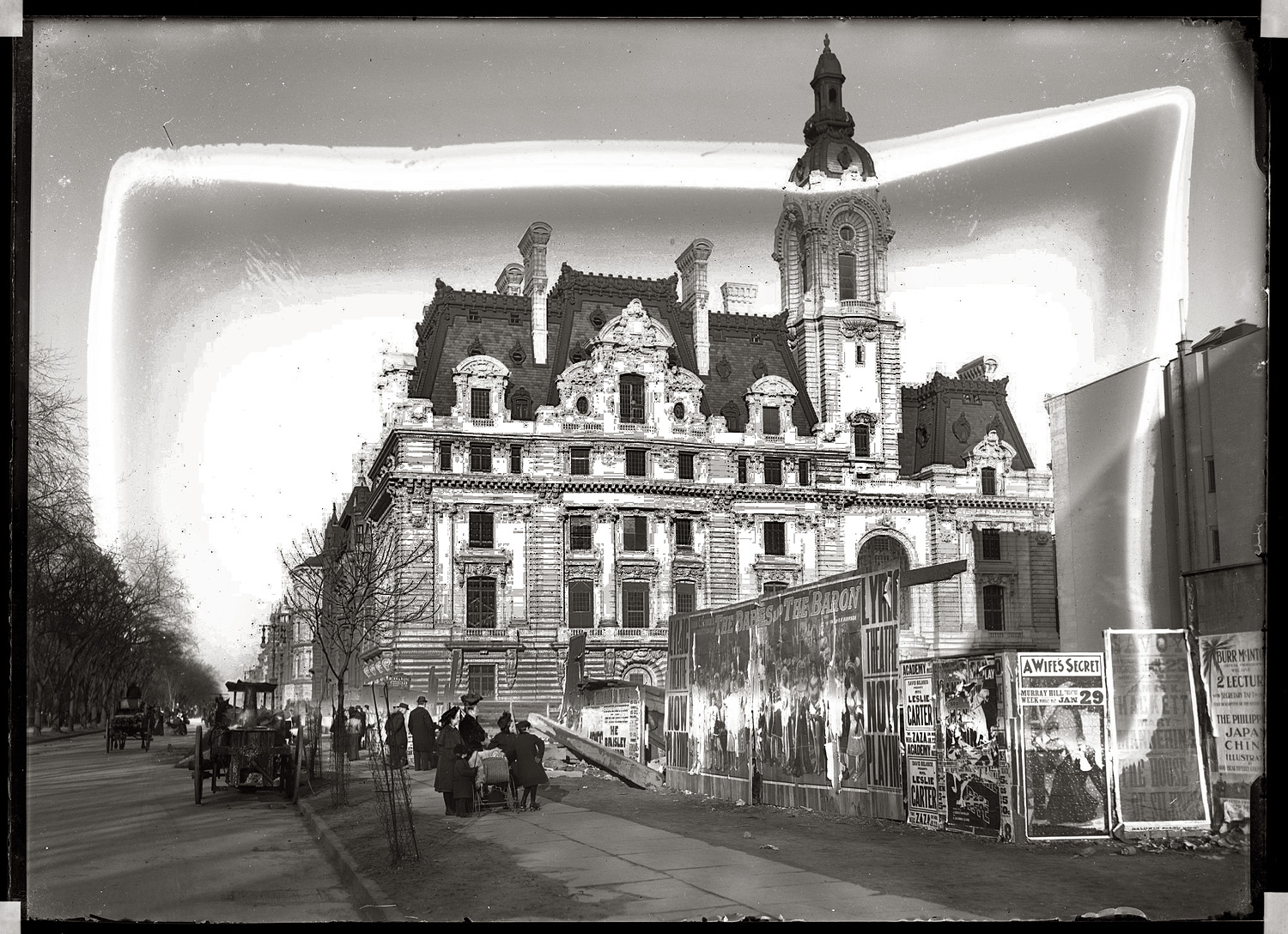
Quinta Avenida y calle 77 en la ciudad de Nueva York (invierno de 1905-1906).

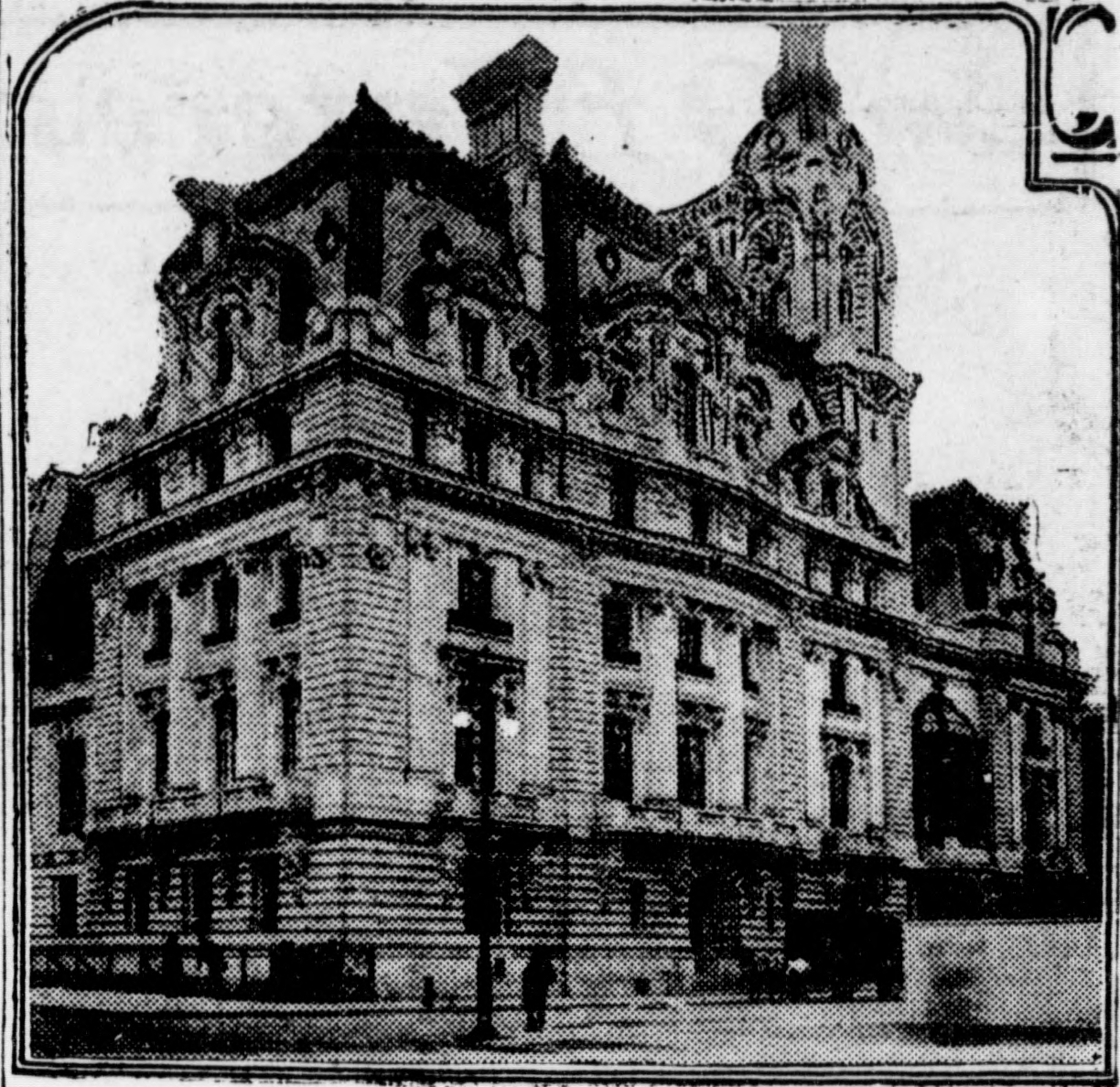
Vista desde el suroeste.

La casa ocupaba 76 m en la calle 77 y 23,5 m en la Quinta Avenida, más que la mansión de cualquier otro hombre rico en la Quinta frente al parque, con la excepción de la de Andrew Carnegie. La fachada de la Quinta Avenida era grande para una mansión neoyorquina, con tres tramos de granito.
En la calle 77, la casa presentaba una fachada larga que se elevaba hasta un techo abuhardillado empinado. La mansión presentaba una espectacular torre de cuatro lados con un arco curvado hacia adentro de tres pisos de altura coronado por una pérgola que se decía que era visible desde casi cualquier lugar de Central Park.

### Interior
La casa tenía nueve pisos, con baños turcos bajo el nivel del suelo, lavaderos en el piso superior y muchas columnas de mármol griego. Había una chimenea de mármol númida en la sala de banquetes que medía 4,5 m de ancho, con figuras de tamaño natural de Diana y Neptuno. Las 121 habitaciones estaban llenas de tapices y obras de arte medievales. En la sala de desayunos, había 170 paneles tallados, sin dos idénticos.
En el segundo piso había una rotonda, de 11 metros de altura, de mármol de Maryland con ocho columnas de mármol violeta de Bresche, que se usaba como sala para la colección de estatuas. La habitación se abría a un invernadero con estructura de latón macizo y vidrio, de nueve metros de alto y seis de ancho. Al otro lado de la rotonda estaba la galería principal de mármol para la colección de cuadros, que tenía 29 m de largo y dos pisos de alto. Un loft de órganos albergaba el órgano de cámara más grande de América. El órgano tenía cuatro teclados y pedalera, 74 rangos y 71 paradas parlantes.
El Salón Doré, una sala ornamentada del siglo XVIII tomada del Hotel de Clermont en París, se instaló en la casa y sirvió como sala de recepción.
Había 25 habitaciones para invitados con sus propios baños y 35 cuartos de servicio, con cuartos para hombres (al este) y cuartos para mujeres (al oeste). También había una biblioteca gótica de 90 pies de largo, con un techo con vigas y una inmensa chimenea tallada.
La colección de arte de Clark incluía obras de Eugène Delacroix, Jean-François Millet, Jean-Baptiste-Camille Corot, John Constable, François Boucher y Charles-François Daubigny. Se informó que gastó 200 000 dólares (5 488 000 dólares de la actualidad) para adquirir tapices gobelinos propiedad del Príncipe Murat y 350 000 dólares (9 604 000 dólares de la actualidad) para los del conde de Coventry.

### Demolición
En 1925, tras la muerte de Clark, su viuda y su hija, Huguette Clark, se mudaron al 907 Quinta Avenida, donde el alquiler anual de un apartamento de un piso completo era de unos 30.000 dólares. Poco después, la mansión fue vendida a Anthony Campagna por 3 millones de dólares  (43 903 000 dólares de la actualidad). Hizo derribar la casa en 1927, menos de 20 años después de su construcción. Fue reemplazada por el actual edificio de apartamentos de lujo en 960 Quinta Avenida. El Salón Doré fue legado a la Galería de Arte Corcoran en Washington D. C.

## Recepción de la crítica
Montgomery Schuyler, en una columna titulada "Aberraciones arquitectónicas" en Architectural Record, declaró que la casa era "una residencia apropiada para el difunto P. T. Barnum". Sentía que la torre era "sin sentido y fatua"; la rotonda redondeada en el primer piso le sugería el prototipo de "una casa de troncos". Para 1912, el estilo francés había pasado de moda y la ornamentación del edificio se veía anticuada. Schuyler escribió que "un cheque certificado por la cantidad de todo este tallado en piedra colgado en la pared exterior serviría para todos los propósitos artísticos logrados por el tallado en sí".
El editor de The Architect llamó a la mansión "La casa de los mil cartuchos" y despreció el "granito doloroso y pesado" elegido. En ese momento, estas opiniones estaban muy extendidas, lo que le valió el sobrenombre de  "Clark's Folly" (o sea 'La locura de Clark').
Sin embargo, en 2011, el crítico de arquitectura del The New York Times Christopher Gray, declaró que la casa era, de hecho, "una casa bastante cuidada". Si Carrère & Hastings la hubiera diseñado para un cliente del establecimiento, su despilfarro ciertamente habría sido perdonado, quizás ensalzado".

## Galería

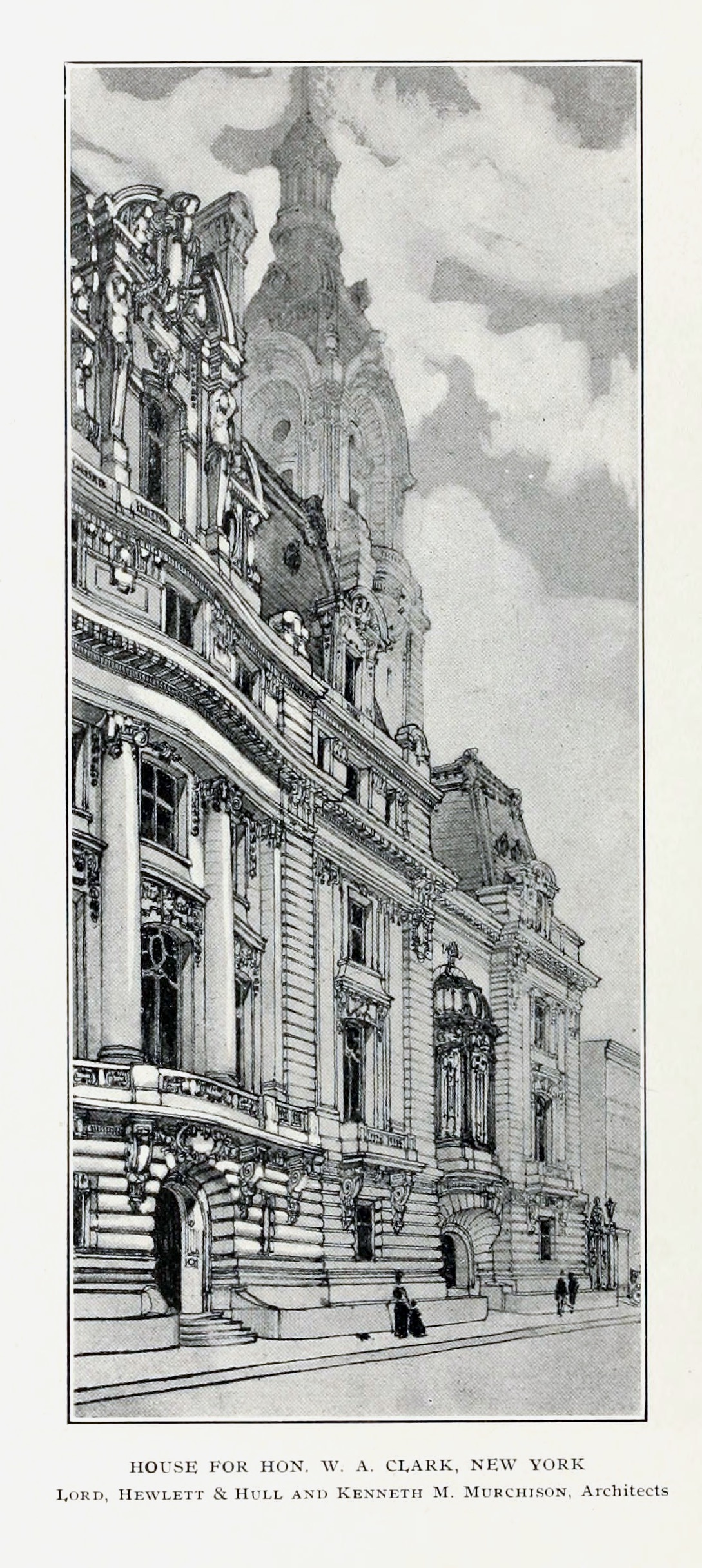
Dibujo en perspectiva
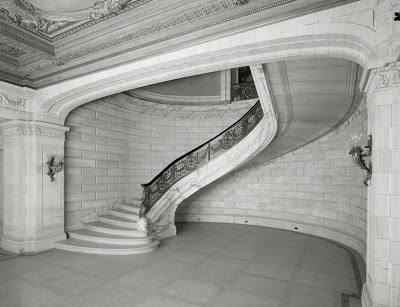
La gran escalera
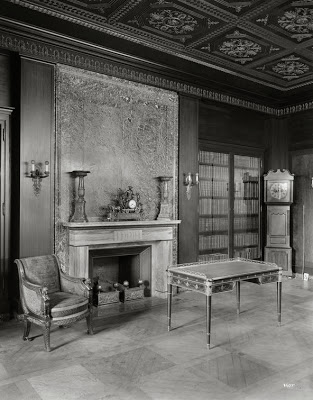
La biblioteca de la oficina
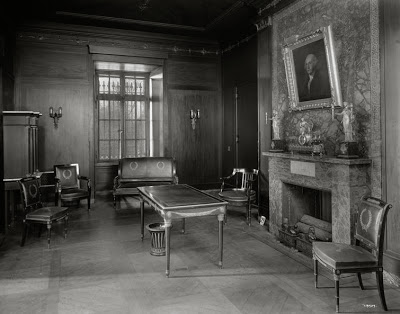
La Sala de Recepción
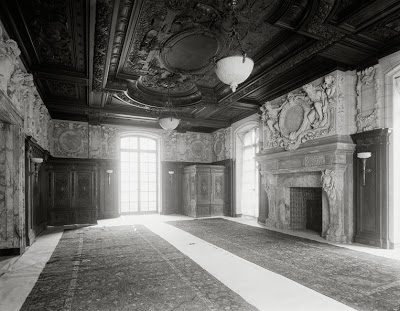
Comedor
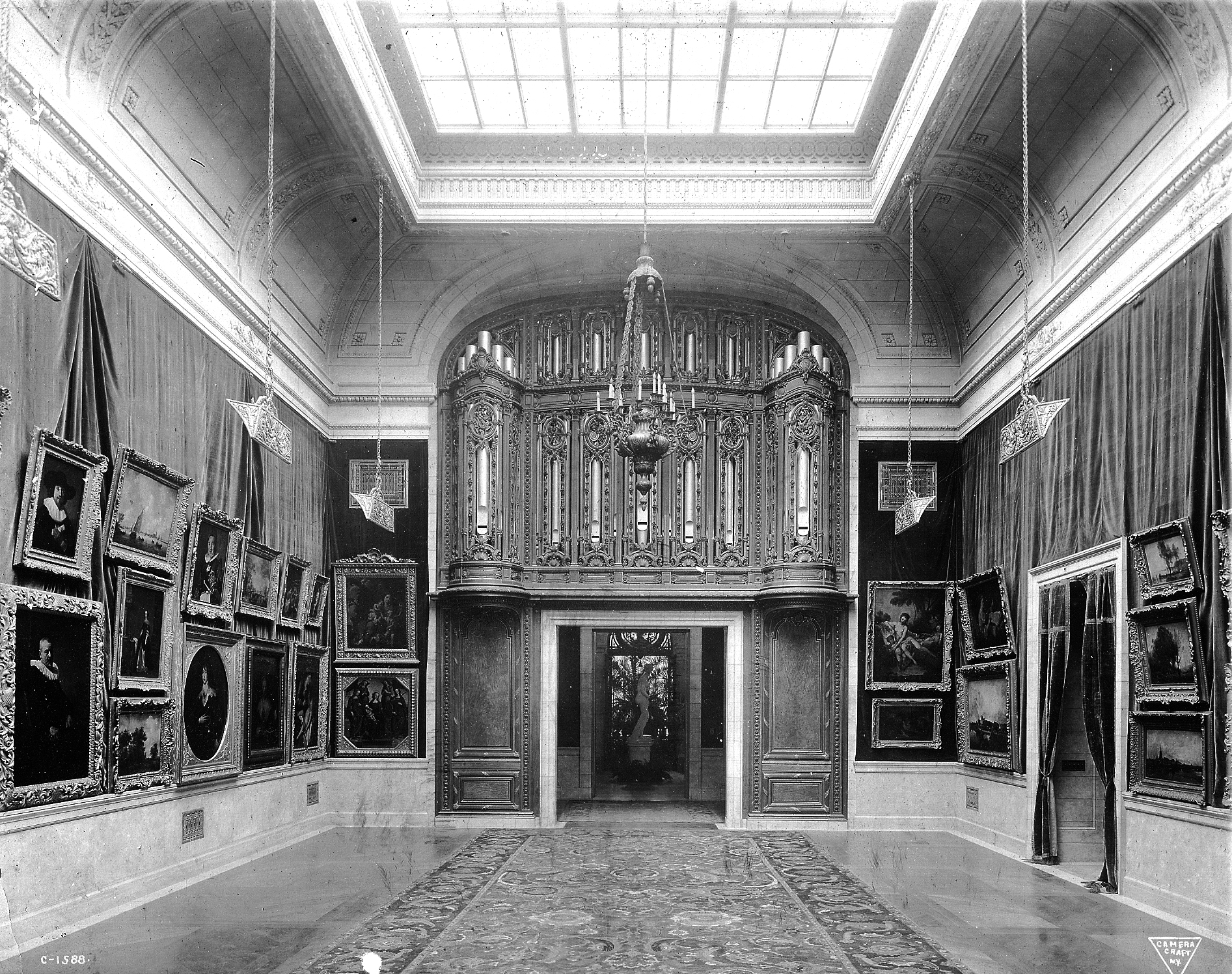
Órgano en la galería
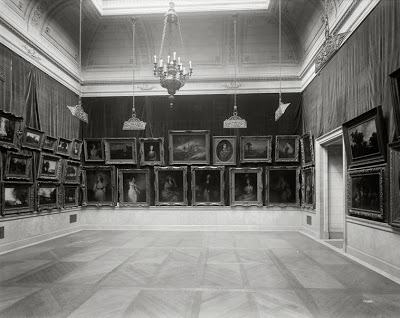
La galería
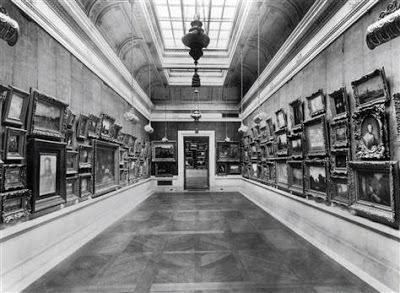
La galería
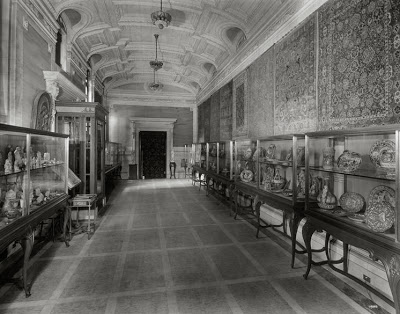
La galería de loza
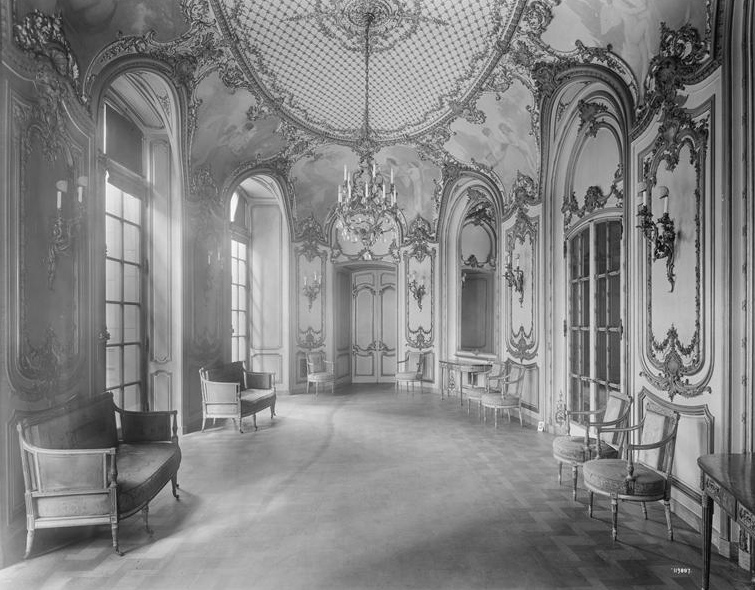
El pequeño salón
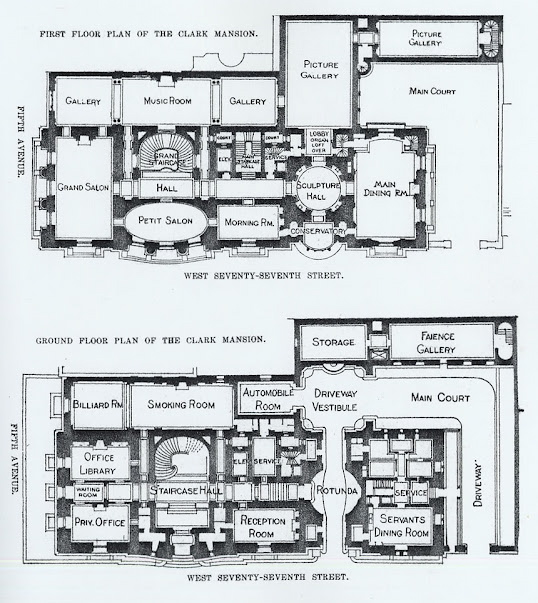
Planos de planta